# Hotchkiss M1922
La Hotchkiss M1922 era una ametralladora ligera fabricada por la Hotchkiss et Cie.  

## Descripción
Era un arma accionada por gas. Tenía un regulador de gas, con el cual se podía ajustar la cadencia de disparo. Fue fabricada en una gran variedad de calibres y era alimentada mediante un cargador extraíble que se insertaba sobre el cajón de mecanismos, o mediante peines de metal de 15, 24 o 30 cartuchos. Tuvo dos principales variantes, la Hotchkiss M1924 y la Hotchkiss M1926, con la segunda sirviendo como base para el desarrollo de la ametralladora Hotchkiss Modificada griega.

## Historial de combate

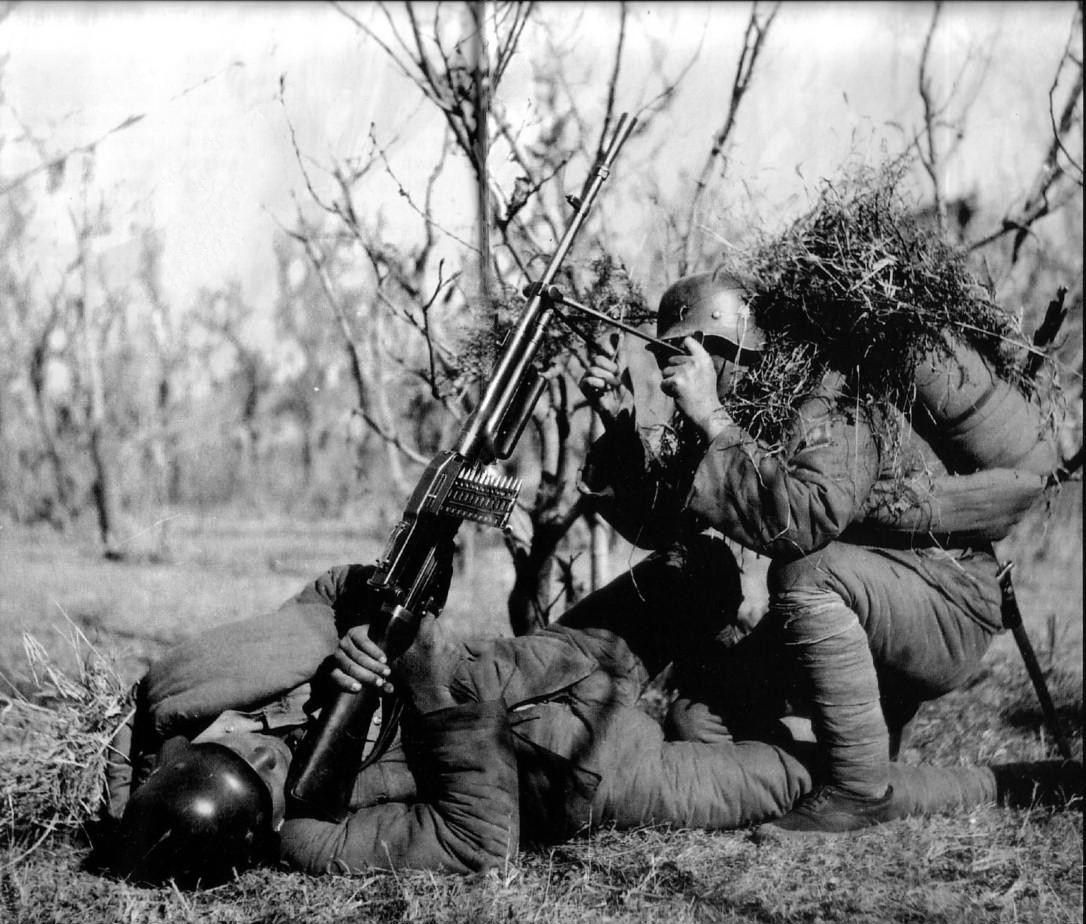
Soldados chinos empleando una Hotchkiss M1922 como arma antiaérea.

La Hotchkiss M1922 fue empleada por el Ejército Nacionalista chino durante la segunda guerra sino-japonesa, contra el Ejército Imperial Japonés.
También fue empleada por el Ejército griego durante la Guerra greco-italiana.

## Usuarios
- Brasil - 7 x 57 Mauser[6]
- Checoslovaquia[3][7] - 7,92 x 57 Mauser ; alimentación por peine
- España - 7 x 57 Mauser;[3][8] alimentación por peine y cargadores.
- Francia - 7,5 x 54 MAS ; alimentación por peine. La Mitrailleuse légère Hotchkiss type 1934 fue empleada en las colonias del Líbano e Indochina[9]
- Grecia[3] - alimentado por peine; 6,5 x 54 Mannlicher-Schönauer y 7,92 x 57 Mauser
- Reino Unido - alimentación por peine y cargadores, solo para evaluación; .303 British[4]
- República de China[10][3] - 7,92 x 57 Mauser ; alimentación por peine
- Segunda República Española - empleó ametralladoras españolas y checoslovacas.[1]
- Turquía - alimentación por peine; 7,92 x 57 Mauser[4]
- Vietnam del Norte - Suministrada por China. Empleada por los soldados norvietnamitas en la Guerra de Indochina.[11]